# Vergini di San Giuseppe
Le Vergini di San Giuseppe, o Istituto Tavelli, sono un istituto religioso femminile di diritto pontificio.

## Storia
La congregazione fu fondata da Andreana Santamaria (1546-1613): vedova a ventotto anni di Girolamo Tavelli, nel 1582 raccolse nella sua casa dodici giovani donne, alle quali nel 1594 il cardinale Pietro Aldobrandini diede il nome di Vergini di San Giuseppe.
Le Vergini si dedicavano all'educazione delle giovani, non emettevano voti e indossavano abiti secolari; la loro comunità era formata stabilmente da dodici persone.
Disperse in epoca napoleonica, si riunirono nel 1821; la comunità fu colpita dalle leggi eversive del 1867, ma non avendo carattere religioso poté riprendere rapidamente la sua attività.
Le Vergini di San Giuseppe emisero per la prima volta i voti privati nel 1907 e nel 1936 i voti divennero perpetui: nel 1951 Giacomo Lercaro, arcivescovo di Ravenna, eresse la comunità in congregazione religiosa di diritto diocesano.
La congregazione, aggregata all'Ordine dei Frati Minori dal 25 aprile 1970, ricevette il pontificio decreto di lode il 29 giugno 1979.

## Attività e diffusione
Le Vergini di San Giuseppe si dedicano all'istruzione e all'educazione cristiana della gioventù (in asili, scuole, collegi) e al servizio nei seminari.
Contano case solo in Italia; la sede generalizia è a Ravenna presso il Palazzo Lovatelli Dal Corno.
Alla fine del 2008 la congregazione contava 26 religiose in 4 case.